# Cantó de Brelh
El cantó de Brelh de Ròia és un cantó francès del departament dels Alps Marítims, situat al districte de Niça. Té 3 municipis i el cap és Brelh de Ròia.

## Municipis
- Brelh de Ròia
- Fontan
- Saorj

## Història
| Data d'elecció                           | Identitat      | Partit           | Qualitat |
| ---------------------------------------- | -------------- | ---------------- | -------- |
| 1945-1958                                | André Botton   | SFIO             |          |
| 1958-1964                                | Louis Degiorgi | PCF              |          |
| 1964-1976                                | Pierre Sassi   | centrista        |          |
| 1976-1988                                | Robert Charvin | PCF              |          |
| 1988-                                    | Gilbert Mary   | RPR, després UMP |          |
| les dades anteriors no són pas conegudes |                |                  |          |
|                                          |                |                  |          |

| 1962 | 1968 | 1975 | 1982 | 1990 | 1999  | 2007  |
| ---- | ---- | ---- | ---- | ---- | ----- | ----- |
| -    | -    | -    | -    | -    | 2.658 | 2.834 |